# Fernetiči, Italija
Fernetiči (italijansko Fernetti) so zaselek (it. frazione) na Tržaškem, tik ob slovenski meji, ki upravno spada pod Občino Repentabor.

## Zgodovina
V zaselku je do uveljavitve Schengenskega sporazuma oziroma "Sporazuma o postopni odpravi kontrol na skupnih mejah" na schengenskem območju deloval Mednarodni mejni prehod Fernetiči.